# Sladenia (Sladeniaceae)
Sladenia är ett släkte av tvåhjärtbladiga växter i familjen Sladeniaceae.
Enligt Catalogue of Life har släktet följande två arter:
- Sladenia celastrifolia
- Sladenia integrifolia